# 香港醫思醫療集團
醫思健康（EC Healthcare；前身香港醫思醫療集團），港交所：2138，是一家於香港交易所上市的公司。該公司主要提供一站式醫療及健康服務。服務涵蓋醫學美容、脊骨神經關節痛症、牙科服務、體檢及疫苗注射服務。
集團透過收購合併、與著名服務供應商合作以積極擴張。該公司擬於2018年5月與騰訊集團旗下北京企鵝醫生合作開設診所，並已於中環及旺角訂立新租約，以設立專科診所和放射診斷中心，進一步完善醫療網絡。
醫思醫療向進匯醫務中心（Preeminent Medical Centre Limited）的另一名現有股東出售目標公司全部已發行股本的51%，相當於集團所持有目標公司的全部股份，總代價爲現金8024.9萬港元，較2020年買入價低500萬元或5.9%。

## 發展歷史
公司於2005年由鄧志輝先生建立DR REBORN品牌，並開展了第一間醫學美容服務中心。5年後，公司收購了變靚D纖體。2012年，公司以品牌Proderma Lab推出了首個自家品牌的皮膚護理及美容產品。2014年公司開展牙科業務。集團重組後於2016年3月11日在香港聯交所主版上市。同年5月，集團則開展了健康管理服務，並於4個月後以旗下品牌展開脊椎神經治療服務，公司於同年11月則收購一間旅行社及一間醫療耗材、藥品、醫療儀器及設備分銷商。
於2016年，購入專門提供骨骼肌肉系統及神經系統醫療服務的紐約脊骨及物理治療中心（NYMG）。
2018年, 香港醫思醫療（2138）公布與企鵝醫院合作，安排兒童來港注射。消息公布後股價即時抽升，最新報5.29元，升6.2%。醫思醫療公布與北京企鵝醫院管理有限公司合作，推出兒童疫苗注射計劃。

## 爭議與醜聞
2012年，DR醫學美容集團發生事故，導致一人死亡，其後工聯會收到客人投訴，指DR集團要求原有客戶於2013年1月前簽訂同意書，確認將美容服務轉至另一間名為「DR REBORN」的公司，同意書上列明任何與DR醫學美容集團之紛爭均與「DR REBORN」無關。立法會議員麥美娟質疑DR集團此舉是為了將公司資產轉移至「DR REBORN」，藉此來逃避法律責任，令消費者難以追究。
2014年，一名21歲少女於銅鑼灣世貿中心37樓美容診所接受大腿抽脂療程期間，突然昏迷，送院搶救後，情況危殆。據公司註冊資料顯示，銅鑼灣世貿中心37樓全層均為DR REBORN美容中心所登記，但其後DR REBORN發表聲明，指是次美容事故並非於DR REBORN美容中心內發生，事發地點是位於同層的另一家整形外科中心，並指事件涉及另一整形專科診所及醫生，故不作評論。
2020年，香港新冠肺炎疫情肆虐，政府宣佈於12月10日起關閉一系列表列處所，但有記者發現DR REBORN仍然營業，食物及衞生局指美容院類處所必須關閉，並已轉交執法部門跟進。DR REBORN回覆查詢時稱，部分醫療項目由醫生主理，及曾主動聯絡衞生署，獲悉可正常營業。
2022年7月至9月期間，醫思健康位於中環及太古城2間醫療中心，曾為45名市民接種超過建議使用日期的復必泰疫苗，過期6至61日不等。
2022年11月，私隱專員公署發表調查，發現醫思健康於收購旗下品牌後，在未徵求客戶同意下，將客戶個人資料在不同品牌使用及轉移，並未以任何方式通知客戶，醫思健康被發出執行通知。